# Me for Rent
I Me for Rent sono un gruppo punk italiano di Ceccano attivo dal 1996.

## Storia
Nel 1996 Leonardo Roma, Paolo Carlini, Roberto Carlini e Carlo Cerroni fondano una giovanissima punk band chiamata The Frogs. In seguito la band cambierà nome prima in Escape From Alcatraz, poi in Arkham Asylum e nel 2001 pubblicherà la demo autoprodotta 2001 of Working Yards cambiando definitivamente nome in Me For Rent.
I Me For Rent manterranno intatta per più di un decennio la stessa formazione, composta da Carlo Cerroni (voce), Paolo Carlini (chitarra),  Leonardo Roma (basso),  Roberto Carlini (batteria).
Nel 2003, dopo diversi demotape autoprodotti e diverse apparizioni in Festival e club italiani, la band firma con NerdSound Records, etichetta indipendente, per la pubblicazione del primo album Il Manuale del Perfetto Impostore che vedrà la luce nell'ottobre 2004, seguito da un tour di oltre 80 date nei successivi 2 anni.
A giugno 2006 esce Punk Remake Vol. 1, compilation di cover, prodotta da Ammonia Records. Tra le altre è presente la reinterpretazione dei Me For Rent di Hybrid Moments, brano degli statunitensi Misfits, anche in versione video fra i contenuti speciali
Nel gennaio 2007 Enrico Donvito (chitarra) entra a far parte della formazione ufficiale e la band entra in studio per la scrittura e la realizzazione di un nuovo album.
Nel giugno 2008 esce No Fancy Style prodotto da Americo Roma e mixato da Jack Endino, già produttore di Nirvana e Mudhoney a Seattle, sempre su NerdSound Records. Ad agosto e settembre dello stesso anno la band pubblica i videoclip dei brani Minor Details e Chip off the Block.
Nell'ottobre del 2008, a seguito di diverse apparizioni live (supporti a Lagwagon, Stiff Little Fingers, The Hives), di due partecipazioni al Rock In Idro e quattro ad Etnika Rock Festival, la band viene invitata come ospite al PopKomm di Berlino.
A dicembre 2008, a seguito di problemi fisici la band annuncia che Roberto Carlini sarà temporaneamente sostituito da Roberto Cipriani, fino al termine del tour promozionale di No Fancy Style.
Nel gennaio del 2009 si occupa di loro anche il TG1 con un servizio nella rubrica di Cultura e Società Do Re Ciak Gulp!.
Nell'agosto 2009 la band annuncia una pausa per problemi interni alla formazione, e a settembre dello stesso anno Roberto Carlini lascia definitivamente la band per problemi fisici. Ad ottobre Carlo Cerroni ed il resto della band decidono di separare i propri percorsi artistici.
A maggio 2010 la band annuncia l'ufficializzazione di una nuova formazione che vedrà al proprio interno le new entry Gianluca Terrinoni e Marco De Vincentiis, entrambi membri dei Dirtynova, agosto 2010 vedrà l'uscita di un nuovo EP dal titolo "Beats" downloadabile gratuitamente dal web ed in versione limitata in 300 copie numerate disponibili solo nei live.

## Membri
- Marco De Vincentiis - Voce (dal dicembre 2009)
- Paolo Carlini - Chitarra
- Carlo Buttinelli - (dal gennaio 2011)
- Leonardo Roma - Basso
- Gianluca Terrinoni - (dal maggio 2010)

Altri Membri
- Carlo Cerroni - Voce (fino all'ottobre 2009)
- Roberto Carlini - Batteria (fino al settembre 2009)
- Roberto Cipriani - Batteria (da dicembre 2008 all'Agosto 2009)
- Enrico Donvito - Chitarra (dal gennaio 2007 al settembre 2010)

## Discografia

### Album studio
- 2004 - Il manuale del perfetto impostore
- 2008 - No Fancy Style
- 2010 - Beats EP

### Demo
- 2001 - 2001 of Working Yard

## Videografia
- 2004 - Superstizioni
- 2005 - Senza Scrupoli
- 2006 - Hybrid Moments
- 2008 - Chip off the Block
- 2008 - Minor Details